# Хеведе
Хеведе (њем. Hövede) општина је у њемачкој савезној држави Шлезвиг-Холштајн. Једно је од 115 општинских средишта округа Дитмаршен. Према процјени из 2010. у општини је живјело 60 становника. Посједује регионалну шифру (AGS) 1051052.

## Географски и демографски подаци
Хеведе се налази у савезној држави Шлезвиг-Холштајн у округу Дитмаршен. Општина се налази на надморској висини од 4 метра. Површина општине износи 2,9 km². У самом мјесту је, према процјени из 2010. године, живјело 60 становника. Просјечна густина становништва износи 20 становника/km².